# Danthonia melanathera
Danthonia melanathera là một loài thực vật có hoa trong họ Hòa thảo. Loài này được (Hack.) Bernardello mô tả khoa học đầu tiên năm 1977.